# 曹敏仙

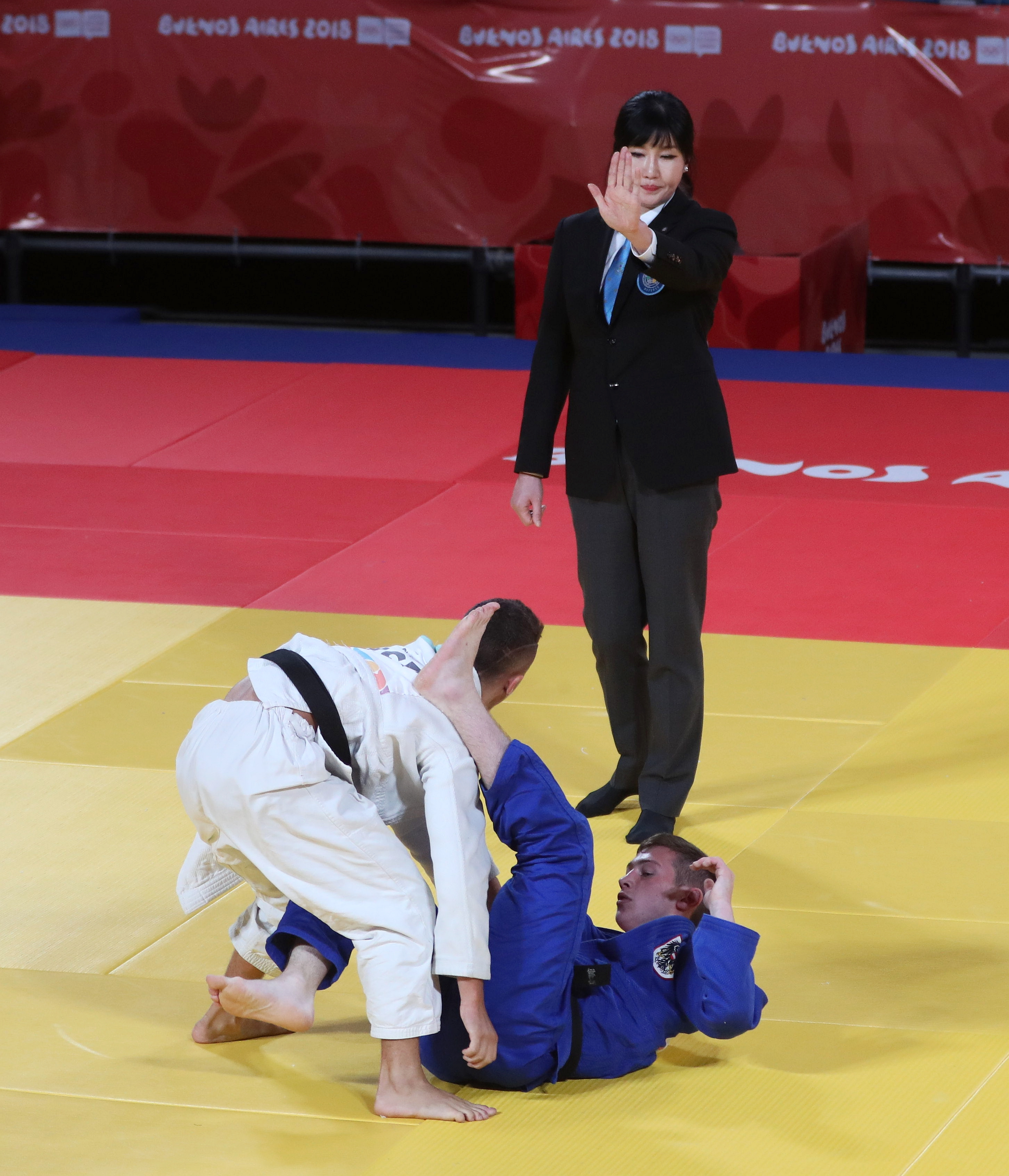
2018年ブエノスアイレスユースオリンピックで主審を務める曺敏仙

曺 敏仙（チョ・ミンソン、朝: 조민선、英: Cho Min-Sun、1972年3月21日 - ）は、韓国の女子柔道家、韓国体育大学校教授。身長175cm。
全羅南道霊岩郡出身。

## 概要
1988年のソウルオリンピックの公開競技柔道では48 kg級に出場して、準決勝で江崎史子に小内刈で技ありを取られて敗れるも3位となった。1989年の世界選手権では52 kg級で出場して3位となった。1990年には世界ジュニアに56 kg級で出場して優勝を飾った。その後66 kg級に階級を上げるが、1992年バルセロナオリンピックでは国内予選で朴志暎に敗れて出場できなかった。1993年の世界選手権では決勝でアメリカのリリコ・オガサワラを大内刈で破って優勝を飾った。1994年のアジア競技大会決勝では大石愛子と対戦して優位に試合を進めていたものの、終了1秒前に払腰で効果を取られて敗れた。その後の世界学生では優勝を飾った。1995年にはユニバーシアードで優勝すると、世界選手権でも決勝でキューバのオダリス・レベを内股で破って2連覇を達成した。1996年アトランタオリンピックでは決勝でポーランドのアネタ・シュチェパンスカを合技で破るなど、オール一本勝ちで優勝を果たした。翌年の世界選手権では準決勝でイギリスのケイト・ホーウェイに双手刈で敗れて3位にとどまった。その後一時引退するが、後輩が思ったほどの活躍をしていないことから復帰してミキハウスに所属することになった。2000年のアジア選手権では上野雅恵に縦四方固で敗れて3位だった。2000年シドニーオリンピックでは準決勝でキューバのシベリス・ベラネスに効果で敗れるが、3位決定戦でベルギーのウラ・ウェルブルックを技ありで破って3位となった。
長身を利しての内股と大内刈が得意技だった。
2018年、19人のIJF殿堂入りの一人に。北朝鮮のケー・スンヒと二人で壇上に上がって受賞となった。フォトセッションではツーショットに。
IJF審判員ランキングは6.7レイティングポイントで41位(2015年7月現在)。

## 主な戦績
48 kg級での戦績
- 1988年 - アジア選手権 3位
- 1988年 - ソウルオリンピック 3位
- 1989年 - 世界選手権 3位(52 kg級)

56 kg級での戦績
- 1990年 - フランス国際 優勝
- 1990年 - 世界ジュニア 優勝
- 1990年 - アジア大会 3位

66 kg級での戦績
- 1992年 - フランス国際 優勝
- 1992年 - ドイツ国際 2位
- 1993年 - フランス国際 3位
- 1993年 - ドイツ国際 優勝
- 1993年 - 世界選手権 優勝
- 1993年 - アジア選手権 優勝
- 1993年 - 福岡国際 優勝
- 1994年 - ドイツ国際 優勝
- 1994年 - アジア競技大会 2位
- 1994年 - 世界学生 優勝
- 1995年 - フランス国際 優勝
- 1995年 - オーストリア国際 3位
- 1995年 - ドイツ国際 優勝
- 1995年 - ユニバーシアード 優勝
- 1995年 - 世界選手権 優勝
- 1995年 - アジア選手権 3位
- 1996年 - フランス国際 3位
- 1996年 - オーストリア国際 優勝
- 1996年 - ドイツ国際 優勝
- 1996年 - アトランタオリンピック 優勝
- 1996年 - 福岡国際 優勝
- 1997年 - ワールドカップ団体戦 2位
- 1996年 - オーストリア国際 3位(72 kg級)
- 1997年 - ドイツ国際 優勝
- 1997年 - 東アジア大会 優勝
- 1997年 - 世界選手権 3位

70 kg級での戦績
- 2000年 - フランス国際 2位
- 2000年 - アジア選手権 3位
- 2000年 - シドニーオリンピック 3位
- 2001年 - グランプリ・セビリア 5位